# نبرد چرنوبیل
نبرد چرنوبیل یک درگیری نظامی در منطقهٔ چرنوبیل میان نیروهای مسلح روسیه و نیروهای مسلح اوکراین در تاریخ ۲۴ فوریه ۲۰۲۲ در طول حمله ۲۰۲۲ روسیه به اوکراین بود. نیروهای روس که از کشور بلاروس حمله کردند، نیروگاه هسته‌ای چرنوبیل را تا پایان روز تصرف کردند.

## زمینه

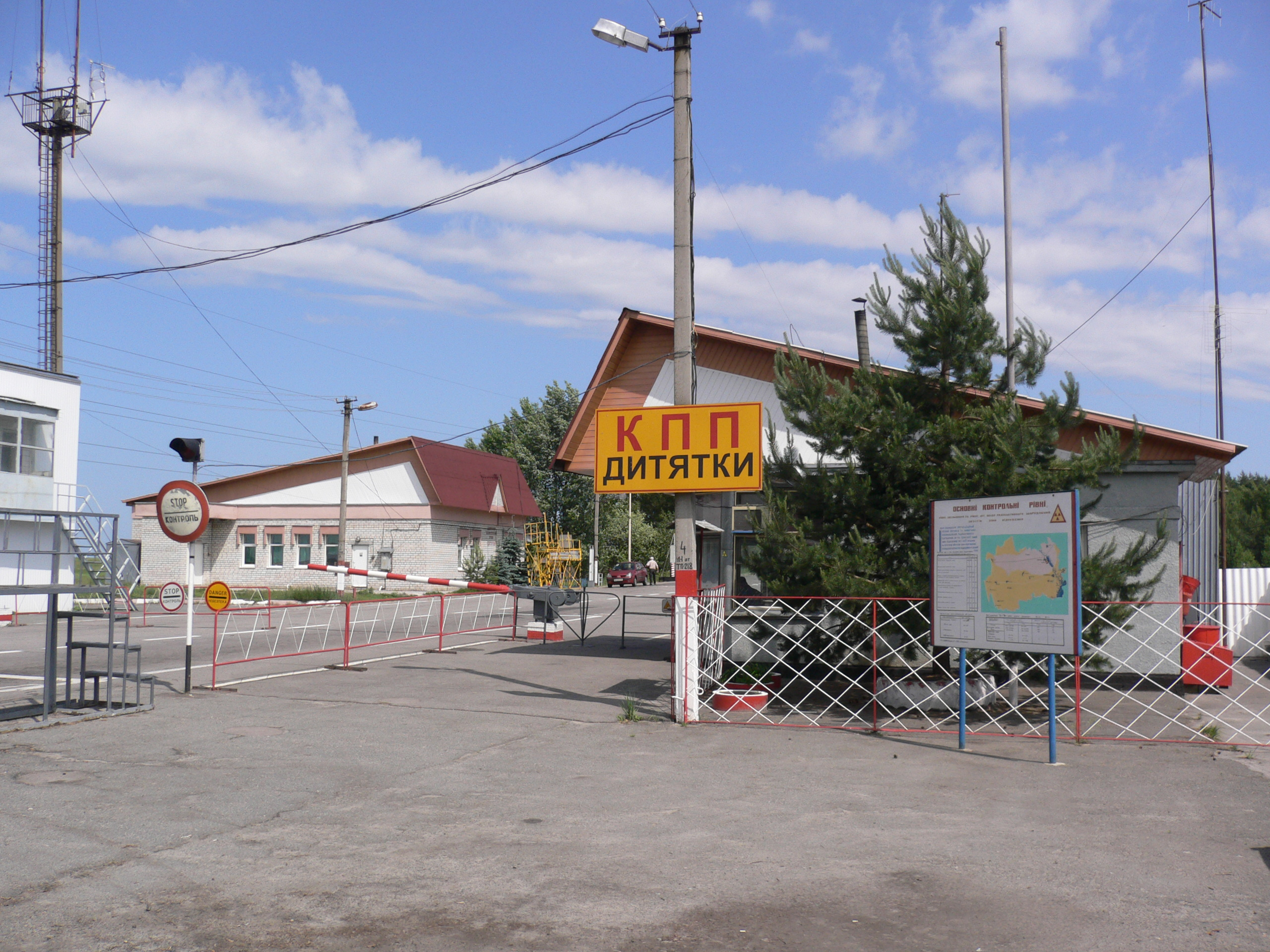
یک ایست بازرسی امنیتی در منطقه چرنوبیل، در سال ۲۰۱۰

در هنگام فاجعه چرنوبیل در سال ۱۹۸۶، مقادیر زیادی از مواد رادیواکتیو از نیروگاه هسته‌ای چرنوبیل وارد محیط اطراف شدند. یک منطقه ۳۰ کیلومتر (۱۹ مایل) دور نیروگاه منفجرشده، توسط مقامات شوروی تخلیه شد. این ناحیه هم‌اکنون به عنوان منطقهٔ محروم‌شدهٔ چرنوبیل شناخته می‌شود، که مرزهای آن در طول زمان تغییر یافته‌اند. به دنبال انحلال اتحاد جماهیر شوروی، این منطقه بخشی از دولت نوپای اوکراین شد.

## نبرد
در بعد از ظهر ۲۴ فوریه ۲۰۲۲، نخستین روز حمله ۲۰۲۲ روسیه به اوکراین، مقامات اوکراینی اعلام کردند که نیروهای روس آغاز به حمله برای تصرف منطقهٔ چرنوبیل کرده‌اند. تا پایان روز، دولت اوکراین اعلام کرد که نیروهای روس چرنوبیل و پریپیات را تصرف کرده‌اند. به دنبال اشغال منطقه به دست روس‌ها، دولت آمریکا اعلام کرد که «گزارش‌های معتبر نشان می‌دهند سربازان روس حداقل ۳۰۰ نفر از جمله ۱۰۰ کارمند نیروگاه‌های چرنوبیل را گروگان گرفته‌اند.»
گزارش شده‌است که به ذخیره‌گاه زبالهٔ رادیواکتیو موشک شلیک شده‌است و میزان رادیواکتیو بودن افزایش یافته‌است. با این حال، آژانس بین‌المللی انرژی اتمی، اعلام کرد که «در مکان صنعتی نه کشتار و نه خرابی‌ای صورت گرفته‌است».

## واکنش‌ها
ولودیمیر زلنسکی، رئیس‌جمهور اوکراین، تصرف چرنوبیل به‌دست روسیه را «اعلان جنگ ضد تمام اروپا» خواند.